# 斯特魯維1341
斯特魯維1341（Struve 1341）是一個位於大熊座，距離地球約190光年的聯星系統。兩顆恆星之間軌道的平均距離是1200天文單位。該系統的兩顆恆星更常被HD星表中的編號稱呼：斯特魯維1341 A 又稱 HD 80607，而斯特魯維1341 B又稱 HD 80606。目前已知有一顆高軌道離心率的太陽系外行星環繞 HD 80606。

## 行星系統

HD 80606b 的軌道

唐·內夫的團隊於2001年發現 HD 80606 b。到目前仍是軌道離心率最高的太陽系外行星。其離心率達到 0.9336，與哈雷彗星的軌道離心率相當。如此高的離心率可能是古在機制的結果，這在行星軌道傾向聯星系統時會發生。這個結論強化了行星軌道和恆星赤道之間可能的偵測顯著錯誤，這是古在機制預期的結果。
因為其軌道高離心率的關係，行星和母恆星距離變化在 0.03 到 0.88 天文單位之間。在遠拱點時其光照量和地球相當，但近拱點時卻是ˋ地球的 800 倍，甚至遠大於水星的日照量。2009年偵測到 HD 80606 b 和其母恆星的行星凌日，因此科學家可藉此量測經過近日點的表面溫度。量測結果指出表面溫度在 6 小時以內從 800 K (500 °C / 1000 °F) 上升至 1500 K (1200 °C / 2200 °F)。
模擬過去1000萬年間的狀況中，該顆行星可將1.75天文單位以內的物體全數清除。比例8:1的共振使其距離1.9天文單位處有一個柯克伍德空隙。這個系統中不可能有適居恆星。同樣地，觀測結果也排除了公轉周期一年以下，質量少於0.7倍木星質量的行星存在。
| 成員 (依恆星距離) | 质量         | 半長軸 (AU)   | 轨道周期 (天)   | 離心率          | 傾角 | 半径 |
| ----------------- | ------------ | ------------- | --------------- | --------------- | ---- | ---- |
| b                 | 4.0 ± 0.3 MJ | 0.453 ± 0.015 | 111.436 ± 0.003 | 0.9336 ± 0.0002 | —    | —    |

## 外部連結
- . Extrasolar Visions.   [2008-06-25]. （原始内容存档于2007-12-04）.
- . BBC News. 2009-01-29  [2009-01-29]. （原始内容存档于2009-01-30）.